# 龐京周
龐京周（1897年—1966年7月），名國鎬，字京周，以字行，又自號㑋齋，江蘇省吳江縣人，抗戰時任中國紅十字會秘書長，於其間四方奔波，組建傷兵醫院、組織救護團體、實施戰地救護、運送醫藥物資。其祖父龐慶麟是同治十三年甲戌科二甲六十三名進士。

## 經歷[1]
- 民國10年（1921年）同濟醫工專門學校畢業後，在上海開業行醫，曾任同德醫學院院長、上海醫師公會副主席。
- 民國24年（1935年）公派赴日本及歐美十餘國考察醫學教育。
- 民國26年（1937年）任中國紅十字會總會秘書長，兼任救護委員會副總幹事。在南京籌建首都傷兵醫院，任院長。
- 民國28年（1939年）夏，與救護總隊隊長林可勝護送印尼華僑饋贈八路軍藥械至延安。同年冬，任（重慶）陪都空襲救濟委員會主任。
- 民國30年（1941年），調任滇緬公路衛生處處長。
- 抗日戰爭勝利後，回上海開業。
- 民國37年（1948年），當選為全國性職婦團體醫師公會立法委員第一候補人，民國40年（1951年）該團體立法委員俞松筠病故，註銷名籍，其缺額以該會第一名候補人龐京周遞補，因其行蹤不明而未辦理遞補手續[2]
- 1956年任職於上海市公費醫療第一門診部

## 著作
- 《上海市近十年來醫藥鳥瞰》，龐京周著, 中國科學公司,1933
- 《抗戰與救護工作》，龐京周著, 商務印書館,1938
- 《中國瘧疾史》
- 《結核病史話》

## 延伸阅读
[在维基数据编辑]
 《海上名人傳·龐京周》，出自《海上名人傳》